# Ashok Agrawala
El Dr. Ashok Agrawala es Profesor en el Departamento de Informática en la Universidad de Maryland, College Park y Director del Laboratorio de Dinámica de Redes e Información de Maryland (MIND en inglés). Es autor de siete libros y más de doscientas publicaciones revisadas por pares. Glenn Ricart y Ashok Agrawala desarrollaron el algoritmo de Ricart-Agrawala. El Algoritmo de Ricart-Agrawala es un algoritmo para exclusión mutua en un sistema distribuido. Este algoritmo es una extensión  y optimización del Algoritmo de exclusión mutua distribuido de Lamport.

## Biografía
Agrawala Recibió su Licenciatura y Maestría en Ingeniería Eléctrica del Indian Institute of Science, Bangalore, India entre 1963 y 1965 respectivamente; Maestrías y doctorados en Matemáticas Aplicadas de la Universidad de Harvard, Cambridge, Massachusetts bajo la supervisión de Yu-Chi Ho en 1970.
Comenzó su carrera profesional como Ingeniero Senior en el Laboratorio de Investigación Aplicada de Honeywell en Waltham, Massachusetts en 1968 y desarrolló una máquina de reconocimiento óptico de caracteres. Comenzó su carrera académica en la Universidad de Maryland, College Park en 1971 como Profesor Asistente de Ciencias de la Computación, donde ascendió al rango de Profesor Titular en 1982.

## Trabajo académico
Trabajó en el sistema operativo Hard Real-time, Maruti, que también abordó los problemas de tolerancia a fallas. Este trabajo dio lugar a los dos libros que escribió en estas áreas.
Agrawala inició el MIND Lab (Laboratorio de Dinámica de Redes e Información de Maryland) en 2001 y continúa sirviendo como su director. El laboratorio ha estado involucrado en el desarrollo de tecnología de ubicación en interiores y tecnología de sincronización de reloj precisa, y participó activamente en la investigación de la web semántica. Las tecnologías desarrolladas en el laboratorio MIND han dado como resultado 4 empresas emergentes en Maryland. También inició el Laboratorio MAXWell, que se convirtió en el único Laboratorio de Aplicaciones del Foro WiMAX en el hemisferio occidental.
Recientemente, su trabajo se enfoca en sistemas omnipresentes conscientes del contexto y ha desarrollado, M-Urgency, un sistema para respaldar la seguridad pública al proporcionar audio y video en tiempo real, junto con la ubicación, etc., de una escena de incidente. El marco general para el sistema sensible al contexto se está desarrollando como "Rover System", que está diseñado para proporcionar información relevante a los tomadores de decisiones sobre una situación en cuestión.
En un estudio de investigación, fue reconocido como el vigésimo séptimo mejor nutriente en Ciencias de la Computación en el mundo.
Fue elegido miembro del Instituto de Ingenieros Eléctricos y Electrónicos en 1991 y miembro de la AAAS en 2005. Es Miembro Senior del entonces ACM y miembro de Sigma Xi.

### Logros
- Desarrollo de M-Urgency: la innovadora aplicación para teléfonos inteligentes combate el crimen en UMD.
- Presenta el algoritmo Ricart/Agrawala para la exclusión mutua distribuida que conduce a importantes actividades de investigación en todo el mundo.
- Desarrollo del sistema operativo Maruti y el entorno de desarrollo de programas que demuestren garantías temporales de unas pocas decenas de nanosegundos para hacer que suceda cualquier evento de software mientras se ejecuta en procesadores Pentium comerciales.
- Desarrollo de la tecnología Cyclone que proporciona una entrega de datos sin fluctuaciones ni pérdidas de extremo a extremo en redes de muy alta velocidad.
- Desarrollo de la tecnología Horus, una tecnología de ubicación en interiores basada en RSSI en un entorno WiFi que proporciona una precisión de menos de 60.96 centímetros.
- Desarrollo de la tecnología PinPoint, una tecnología de ubicación de alta precisión basada en el tiempo de vuelo que permite a los usuarios ubicar objetos a pulgadas de coordenadas especificadas tanto en interiores como en exteriores y sincronizar relojes dentro de 20 ns.
- Desarrollo del sistema Context-Aware, Rover, para proporcionar una mejora significativa de la conciencia situacional.